# Dracula (jeu vidéo, 1986)
Pour les articles homonymes, voir Dracula (homonymie).
Dracula est un jeu d'aventure en mode texte édité par CRL Group et sorti en 1986 sur Commodore 64, Amstrad CPC et ZX Spectrum. Le jeu est inspiré du roman Dracula de Bram Stoker. Le jeu est notable pour avoir été le premier jeu évalué par le BBFC, l'organisme de classification anglais des jeux vidéo.

## Intrigue
Un avocat anglais voyage dans les Carpates pour rencontrer le comte Dracula à propos d'une transaction immobilière, mais se rend vite compte que son client possède de sinistres intentions.

## Système de jeu
Dracula est un jeu d'aventure en mode texte classique, avec quelques graphiques dans certains endroits. Le jeu est divisé en trois parties :
- « Première nuit » - Le jeune avocat arrive dans le pays du comte Dracula, séjournant à l'Hôtel Golden Krone ; des événements étranges sont observés.
- « L'arrivée » -  Après un voyage mouvementé, l'avocat arrive au château de Dracula, et apprend rapidement la véritable nature des intentions de son hôte ; il se rend compte qu'il doit s'échapper s'il veut survivre...
- « La chasse » - Un psychiatre d'un asile en Angleterre reçoit une étrange lettre d'un ami d'affaires à l'étranger, l'avertissant de la présence de morts-vivants ; alors qu'un patient de l'asile devient de plus en plus perturbé[1]....

## Accueil critique
À sa sortie, je jeu a été interdit aux moins de 15 ans par le BBFC à cause des images gores qu'il contient. Cependant, le studio de développement, CRL, a exprimé sa déception face à cette classification, espérant que le jeu obtienne une interdiction pour les moins de 18 ans.
Après la sortie de Dracula, CRL a sorti trois autres jeux du même style, Frankenstein, Jack the Ripper et Wolfman.
Dans la presse spécialisée, le jeu obtient la note de 59% dans le magazine Zzap!64.